# Filip Polášek
Filip Polášek, né le 21 juillet 1985 à Zvolen, est un joueur de tennis slovaque, professionnel de 2005 à 2013, puis à partir de 2018.
Spécialiste de double, il a remporté dix-sept titres (dont un Grand Chelem et 2 Masters 1000) et atteint dix-huit autres finales sur le circuit ATP.
Son meilleur classement en double est une septième place mondiale en février 2020. Il joue en Coupe Davis avec l'équipe de Slovaquie. Il y gagne 14 matchs de double (pour 4 défaites) et 1 match en simple.

## Carrière
De 2005 à 2013, il remporte 11 titres en double et atteint 13 autres finales avec comme partenaires notables František Čermák et Julian Knowle. 
Il met un terme à sa carrière à la fin de 2013 à la suite de nombreuses blessures, pour la reprendre en juin 2018. 
En 2019, il se qualifie pour 7 finales du circuit Challenger pour six titres, la plupart obtenus avec Philipp Oswald. Il comptabilise alors seize titres Challenger pour onze finales perdues.
Sur le circuit principal, il atteint la finale du tournoi d'Antalya ainsi que les demi-finales de Wimbledon avec comme partenaire Ivan Dodig.
Avec Philipp Oswald, il perd la finale du tournoi de Gstaad, contre les Belges Sander Gillé et Joran Vliegen. La semaine suivante, il remporte la finale du tournoi de Kitzbühel contre ces mêmes adversaires.
Avec Ivan Dodig, il remporte le Masters de Cincinnati après avoir battu en finale et demi-finale les têtes de série no 1 et 2 ainsi que les frères Bryan.
Après une élimination dès le premier tour de l'US Open 2019 et une demi-finale au tournoi de Chengdu, il remporte, toujours avec Ivan Dodig, le tournoi de Pékin, le premier ATP 500 de sa carrière. En finale, ils battent les têtes de série no 2 Łukasz Kubot et Marcelo Melo. Ils se qualifient ensuite pour les quarts de finale du Masters 1000 de Shanghai où ils sont cette fois éliminés par les mêmes adversaires. Le binôme enchaîne ensuite avec un quart à Stockholm, deux demi-finales à Bâle et Paris, ce qui leur permet de se qualifier pour les Nitto ATP Finals. Ils y remportent un match pour deux défaites.
Toujours associé à Ivan Dodig, il commence l'année 2020 par une finale à Adélaïde perdue contre Máximo González et Fabrice Martin. La paire se qualifie pour les demi-finales de l'Open d'Australie sans perdre un seul set. Ils battent Bob et Mike Bryan lors du 1/8 de finale, dernier match de la paire américaine à Melbourne. Le duo perd sa demi-finale face à la paire invitée par les organisateurs Max Purcell - Luke Saville, le Slovaque perdant ses quatre derniers jeux de service lors de ce match.
La paire commence l'année 2021, avec une finale perdue à l'Antalya Trophy. Ils enchaînent avec une demi-finale au Great Ocean Road Open de Melbourne. Ils arrivent en finale de l'Open d'Australie en battant en demi-finale la paire Nikola Mektić - Mate Pavić, tête de série no 2. Ils remportent face au binôme tenant du titre Rajeev Ram - Joe Salisbury leur premier titre du Grand Chelem en commun.
Après une demi-finale à Dubai, puis à Miami, le binôme se sépare après le tournoi de Wimbledon 2021.
Le Slovaque s'associe à l'Australien John Peers à compter du tournoi de Washington. Il se qualifie pour les demi-finales de l'US Open. Au tournoi de San Diego, le duo s'incline en finale contre Joe Salisbury et Neal Skupski.
Lors du Masters 1000 d'Indian Wells, la paire bat les numéros 1 mondiaux Mate Pavić et Nikola Mektić puis Ivan Dodig et Marcelo Melo pour attendre la finale, que le binôme remporte contre la paire russe Andrey Rublev - Aslan Karatsev.
Ils enchainent avec une demi-finale à l'ATP 500 de Vienne puis au Masters de Paris-Bercy.
Il termine sa saison au Masters, avec comme partenaire Ivan Dodig. Le binôme remporte un match pour deux défaites.
Associé à l'Australien John Peers, il commence l'année 2022 par un titre au tournoi de Sydney. Le binôme s'arrête en quarts de finale de l'Open d'Australie. Ils reprennent la compétition au tournoi de Dubaï où ils atteignent les demi-finales mais sont battus par les numéros 1 mondiaux Mate Pavić et Nikola Mektić.
Le binôme enchaine quatre défaites consécutives avant de regagner un match au Tournoi  du Queen's . Ils perdent au tour suivant malgré un balle de match contre la paire Nikola Mektić - Mate Pavić.

## Parcours dans les tournois duGrand Chelem

### En simple
N'a jamais participé à un tableau final.

### En double
| Année | Open d'Australie          | Open d'Australie            | Internationaux de France   | Internationaux de France    | Wimbledon                  | Wimbledon                       | US Open                    | US Open                       |
| ----- | ------------------------- | --------------------------- | -------------------------- | --------------------------- | -------------------------- | ------------------------------- | -------------------------- | ----------------------------- |
| 2008  | —                         | —                           | 1er tour (1/32) T. Parrott | M. Mertiňák J.-C. Scherrer  | 1/8 de finale T. Parrott   | L. Dlouhý Leander Paes          | 1er tour (1/32) T. Parrott | J. Melzer R. Schüttler        |
| 2009  | 2e tour (1/16) T. Parrott | R. Ram B. Reynolds          | 2e tour (1/16) T. Parrott  | J. Benneteau Nicolas Mahut  | 2e tour (1/16) T. Parrott  | S. Aspelin Paul Hanley          | 1er tour (1/32) T. Parrott | Lu Y-h. Dudi Sela             |
| 2010  | 2e tour (1/16) M. Damm    | S. Bolelli Andreas Seppi    | 1er tour (1/32) M. Damm    | D. Bracciali Potito Starace | 1/8 de finale M. Damm      | W. Moodie Dick Norman           | 2e tour (1/16) M. Damm     | S. Stakhovsky M. Youzhny      |
| 2011  | 2e tour (1/16) I. Zelenay | Be. Becker M. Kohlmann      | 1/8 de finale F. Čermák    | M. Llodra N. Zimonjić       | 1er tour (1/32) I. Zelenay | E. Butorac J.-J. Rojer          | 1er tour (1/32) F. Čermák  | D. Bracciali Potito Starace   |
| 2012  | 1/8 de finale F. Čermák   | M. Fyrstenberg M. Matkowski | 2e tour (1/16) F. Čermák   | I. Dodig Marcelo Melo       | 1er tour (1/32) F. Čermák  | D. Brown Oliver Marach          | 1/4 de finale J. Knowle    | L. Paes R. Štěpánek           |
| 2013  | 1er tour (1/32) J. Knowle | Lu Y-h. Go Soeda            | 1er tour (1/32) J. Knowle  | J. Murray John Peers        | 1er tour (1/32) L. Lacko   | J. Benneteau N. Zimonjić        | 1er tour (1/32) F. Čermák  | Albert Montañés Tommy Robredo |
|       |                           |                             |                            |                             |                            |                                 |                            |                               |
| 2019  | —                         | —                           | —                          | —                           | 1/2 finale Ivan Dodig      | Nicolas Mahut É. Roger-Vasselin | 1er tour (1/32) Ivan Dodig | Jack Sock Jackson Withrow     |
| 2020  | 1/2 finale Ivan Dodig     | Max Purcell Luke Saville    | 1/8 de finale Ivan Dodig   | F. Nielsen Tim Pütz         | Annulé                     | Annulé                          | 1er tour (1/16) Ivan Dodig | Jamie Murray Neal Skupski     |
| 2021  | Victoire Ivan Dodig       | Rajeev Ram J. Salisbury     | 2e tour (1/16) Ivan Dodig  | A. Bublik A. Golubev        | 2e tour (1/16) Ivan Dodig  | Jaume Munar C. Norrie           | 1/2 finale John Peers      | Jamie Murray Bruno Soares     |
| 2022  | 1/4 de finale John Peers  | M. Granollers H. Zeballos   | 1er tour (1/32) John Peers | Ivan Dodig A. Krajicek      | 1/4 de finale John Peers   | M. Ebden Max Purcell            | —                          | —                             |

N.B. : le nom du partenaire se trouve sous le résultat ; le nom des ultimes adversaires se trouve à droite.

### En double mixte
| Année | Open d'Australie           | Open d'Australie            | Internationaux de France        | Internationaux de France         | Wimbledon                     | Wimbledon                    | US Open                        | US Open                    |
| ----- | -------------------------- | --------------------------- | ------------------------------- | -------------------------------- | ----------------------------- | ---------------------------- | ------------------------------ | -------------------------- |
| 2009  | —                          | —                           | 1er tour (1/16) D. Cibulková    | S. Bammer Łukasz Kubot           | 1er tour (1/32) A. Hlaváčková | A. Rodionova Paul Hanley     | —                              | —                          |
| 2010  | 1/4 de finale Chuang C-J.  | Lisa Raymond Wesley Moodie  | 1er tour (1/16) Chuang C-J.     | A. Amanmuradova A.-U.-H. Qureshi | 1er tour (1/32) Chuang C-J.   | Kim Clijsters Xavier Malisse | —                              | —                          |
| 2011  | —                          | —                           | —                               | —                                | —                             | —                            | 1er tour (1/16) V. Uhlířová    | Melanie Oudin Jack Sock    |
| 2012  | —                          | —                           | 1er tour (1/16) A. Kudryavtseva | S. Foretz É. Roger-Vasselin      | 1er tour (1/32) D. Hantuchová | H. Watson R. Hutchins        | 1er tour (1/16) B. Z. Strýcová | G. Voskoboeva D. Bracciali |
| 2013  | —                          | —                           | 1/4 de finale Natalie Grandin   | Lucie Hradecká František Čermák  | 2e tour (1/16) J. Husárová    | Lisa Raymond Bruno Soares    | 2e tour (1/8) J. Husárová      | Květa Peschke M. Matkowski |
|       |                            |                             |                                 |                                  |                               |                              |                                |                            |
| 2020  | 1er tour (1/16) V. Kužmová | S. Stosur J.-J. Rojer       | Annulé                          | Annulé                           | Annulé                        | Annulé                       | Annulé                         | Annulé                     |
| 2021  | 1/8 de finale L. Hradecká  | Andreja Klepač Neal Skupski | 1/4 de finale B. Krejčíková     | Giuliana Olmos J. S. Cabal       | —                             | —                            | 1/8 de finale Belinda Bencic   | D. Krawczyk Joe Salisbury  |

N.B. : le nom de la partenaire se trouve sous le résultat ; le nom des ultimes adversaires se trouve à droite.

## Participation auMasters

### En double
| Année | Ville                 | Surface    | Partenaire | Résultats | Résultat final    |
| ----- | --------------------- | ---------- | ---------- | --------- | ----------------- |
| 2019  | Londres, (O2 Arena)   | Dur indoor | Ivan Dodig | 1v, 2d    | Éliminé en poules |
| 2021  | Turin (Pala Alpitour) | Dur indoor | Ivan Dodig | 1v, 2d    | Éliminé en poules |

## Classements ATP en fin de saison
| Année          | 2003 | 2004 | 2005 | 2006 | 2007 | 2008 | 2009 | 2010 | 2011 | 2012 | 2013 | 2014 | 2015 | 2016 | 2017 | 2018 | 2019 | 2020 | 2021 | 2022 |
| Rang en simple | 1405 | 1339 | 854  | 648  | 651  | 813  | –    | –    | –    | 1557 | –    | –    | –    | –    | –    | –    | –    | –    | –    | –    |
| Rang en double | 1520 | 489  | 280  | 304  | 108  | 36   | 31   | 43   | 24   | 32   | 54   | –    | –    | –    | –    | 159  | 13   | 17   | 9    | 90   |

Source : (en) Classements de Filip Polášek sur le site officiel de la Fédération internationale de tennis